# 시미즈정 (시즈오카현 아베군)
시미즈정(일본어: 清水町)은 일본 시즈오카현 아베군에 속했던 정이다. 현재의 시즈오카시에 해당한다.
후신인 시미즈시(현 시즈오카시)는 1924년 신설합병으로 성립한 것으로, 본정과는 별개의 자치단체다

## 역사
- 1889년 4월 1일 - 정촌제 시행에 의해 우도군 시미즈정이 성립하였다.
- 1896년 4월 1일 - 군제 시행에 의해 아베군 시미즈정이 되었다.
- 1924년 2월 11일 - 이리에정, 후지미촌, 미호촌과 합병해, 시미즈시가 성립하여, 동일 시미즈정은 폐지되었다.
- 2003년 4월 1일 - 시미즈시, 시즈오카시와 합병해 새로운 시즈오카시가 성립하였다.
- 2005년 4월 1일 - 시즈오카시가 정령지정도시가 되어 구 정은 시미즈구가 되었다.

## 교통

### 철도
- 철도성
  - 도카이도 본선
- 시즈오카 전기철도 (현 시즈오카 철도
  - 시미즈 시내선 (1975년 폐선)

### 도로
- 도카이도

## 참고 문헌
- 角川日本地名大辞典 22 静岡県